# Liste des évêques et archevêques de Portland (Oregon)
Liste des évêques et archevêques de Portland en Oregon.
Le vicariat apostolique du territoire de l'Oregon est créé le 1er décembre 1843, par détachement du diocèse de Saint-Louis. Il est érigé en diocèse avec la dénomination de diocèse d'Oregon City le 24 juillet 1846 qui devient archidiocèse le 29 juillet 1850. Suivant la modification civile du nom de la ville, la circonscription ecclésiastique devient - le 26 septembre 1928 -  l'archidiocèse de Portland en Oregon.

## Vicaire apostolique de l'Oregon
- 1er décembre 1843-24 juillet 1846 : Francis Blanchet (François Xavier Norbert Blanchet), vicaire apostolique du territoire de l'Oregon.

## Évêque d'Oregon City
- 24 juillet 1846-29 juillet 1850 : Francis Blanchet (François Xavier Norbert Blanchet), promu évêque d'Oregon City.

## Archevêques d'Oregon City puis de Portland en Oregon
- 29 juillet 1850-12 décembre 1880 : Francis Blanchet (François Xavier Norbert Blanchet), promu archevêque d'Oregon City.
- 18 décembre 1880-9 mars 1884 : Charles-Jean Seghers, archevêque d'Oregon City.
- 1er février 1885-† 14 novembre 1898 : William Gross (William Hickley Gross), archevêque d'Oregon City.
- 4 mars 1899-† 6 avril 1925 : Alexander Christie, archevêque d'Oregon City.
- 6 avril 1925-30 avril 1926 : siège vacant
- 30 avril 1926-9 décembre 1966 : Edward Howard (Edward Daniel Howard), archevêque d'Oregon City, puis de Portland en Oregon (26 septembre 1928).
- 9 décembre 1966-22 janvier 1974 : Robert Dwyer (Robert Joseph Dwyer)
- 15 janvier 1974-1er juillet 1986 : Cornelius Power (Cornelius Michaël Power)
- 1er juillet 1986-17 août 1995 : William Levada (William Joseph Levada), créé cardinal en 2006
- 30 avril 1996-7 avril 1997 : Francis George (Francis Eugène George), créé cardinal en 1998
- 28 octobre 1997-29 janvier 2013[1] : John Vlazny (John George Vlazny)
- depuis le 29 janvier 2013[1] : Alexander Sample (en)  (Alexander King Sample)[2]

## Article lié
- Archidiocèse de Portland (Oregon)

## Source
- (en) Archdiocese of Portland in Oregon, Catholic-Hierarchy